# Daouda Karaboué
Daouda Karaboué, född 11 december 1975 i Abidjan, Elfenbenskusten, är en fransk före detta handbollsmålvakt. Hans sista klubblag var Toulouse HB och han spelade 151 landskamper för det franska handbollslandslaget.

## Meriter

### Klubblag
Montpellier HB
- Fransk mästare: 1995, 1998, 1999, 2000, 2005, 2006, 2008, 2009, 2010
- Coupe de France: 1999, 2000, 2005, 2006, 2008, 2009, 2010
- Coupe de la Ligue: 2005, 2006, 2007, 2008, 2010

### Landslag
- VM 2005 i Tunisien:  Brons
- EM 2006 i Schweiz:  Guld
- EM 2008 i Norge:  Brons
- OS 2008 i Peking:  Guld
- VM 2009 i Kroatien:  Guld
- EM 2010 i Österrike:  Guld
- VM 2011 i Sverige:  Guld
- OS 2012 i London:  Guld